# NGC 190
NGC 190 ist eine Spiralgalaxie vom Hubble-Typ Sab im Sternbild Fische auf der Ekliptik. Sie ist schätzungsweise 550 Millionen Lichtjahre von der Milchstraße entfernt und hat einen Durchmesser von etwa 145.000 Lichtjahren. Gemeinsam mit PGC 2322, PGC 2325 und PGC 2326 bildet sie die Hickson-Kompaktgruppe HCG 5.

Im selben Himmelsareal befinden sich u. a. die Galaxien IC 1565, IC 1566, IC 1567, IC 1568.
Das Objekt wurde am 22. Oktober 1886 von dem amerikanischen Astronomen Lewis A. Swift entdeckt.